# Col de la Core
De Col de la Core is een 1395 meter hoge bergpas in de Pyreneeën.
De col is gelegen in het departement van de Ariège in de gemeenten Les Bordes-sur-Lez en Seix.

## Wielrennen
De Col is in de Ronde van Frankrijk al zevenmaal beklommen. Als eerste boven op de col waren. 
- 1984:  Jean-René Bernaudeau
- 1998:  Roland Meier
- 2002:  Laurent Jalabert
- 2003:  Richard Virenque
- 2004:  Sylvain Chavanel
- 2011:  Mickaël Delage
- 2015:  Kristijan Đurasek
- 2021:  Patrick Konrad